# ميل صدر

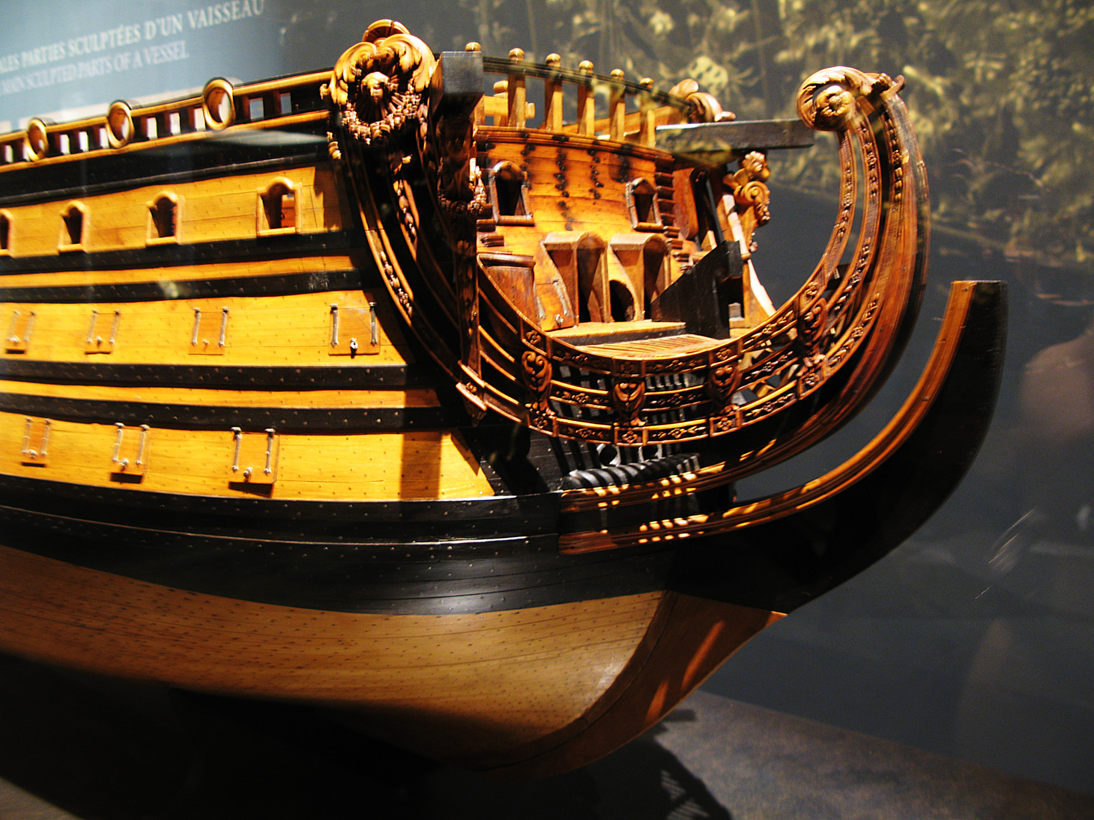
نموذج للسفينة الفرنسية "الشمس الملكي" (Soleil Royal) معروض في المتحف الوطني للبحرية (باريس). الجزء الأكثر انحناءً إلى الأمام والأدنى من السفينة هو العنق (وليس عادةً الجزء الممتد خلف البدن).

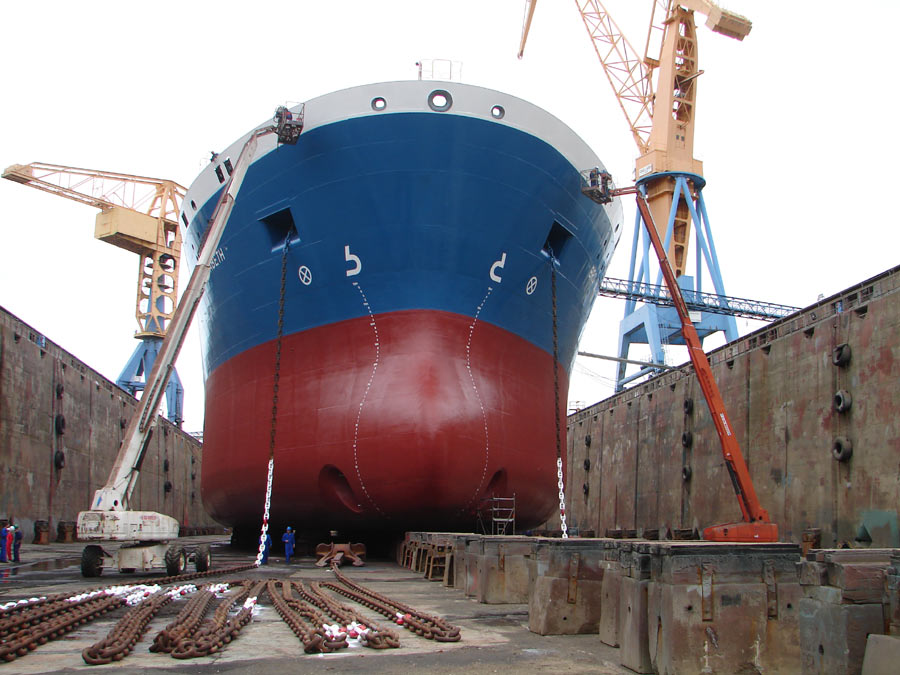
جؤجؤ ناقلة النفط والكيماويات "برو إليزابيث" (Bro Elizabeth) في الحوض الجاف في برست، فرنسا. هذه السفينة ليس لها عنق.

ميل الصدر أو عنق السفينة أو جذع مقدَّم السفينة هو الجزء الأمامي الأقصى في جؤجؤ قارب أو سفينة وهو امتداد للصالب نفسه. غالبًا ما يوجد على القوارب أو السفن الخشبية، ولكن ليس حصراً.

## وصف
ميل الصدر هو الحافة المنحنية الممتدة من الصالب بالأسفل، حتى شفير القارب. إنه جزء من الهيكل المادي لقارب أو سفينة خشبية يمنحها القوة في القسم الحرج من الهيكل، ويجمع بين الألواح الجانبية للميسرة والميمنة من البدن.